# المرأة في الجمهورية العربية الصحراوية الديمقراطية

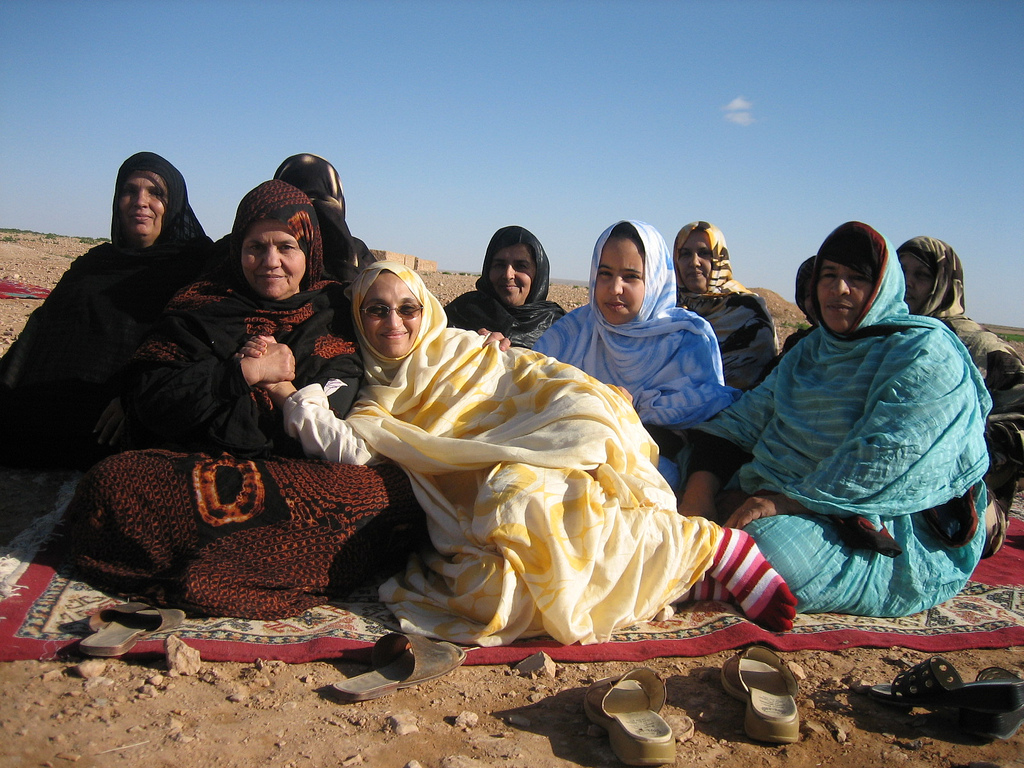
مجموعة من النساء الصحراويات

المرأة في جمهورية العربية الصحراوية الديمقراطية هن النساء اللاتي ولدن أو يعشن في أو ينتمين إلى الجمهورية العربية الصحراوية الديمقراطية في منطقة الصحراء الغربية أو مخيمات اللاجئين الصحراويين. في المجتمع الصحراوي، تتقاسم المرأة المسؤوليات على كافة مستويات مجتمعها وتنظيمها الاجتماعي. ويضمن الفصل 41 من دستور الجمهورية العربية الصحراوية الديمقراطية أن تسعى الدولة إلى "النهوض بالمرأة ومشاركتها السياسية والاجتماعية والثقافية في بناء المجتمع وتنمية البلاد".

## الملابس
الملابس التي ترتديها الصحراويّات تشمل رداء يدعى بالملحفة. كما ترتدي النساء الحجاب المعروفة باسم الثام.

## الدور في مخيمات اللاجئين
جبهة البوليساريو، وهي حركة التحرر الوطني التي تعترف بها الأمم المتحدة كممثل لشعب الصحراء الغربية منذ عام 1979، وقد حاولت تحديث المجتمع من مخيمات اللاجئين الصحراويين التي أنشئت في ولاية تندوف في الجزائر من 1975 إلى 1976، من خلال التركيز على التعليم، والقضاء على القبلية وتحرير المرأة.
كان دور المرأة الصحراوية مركزي بالفعل في مرحلة ما قبل الاستعمار والحياة الاستعمارية، ولكن استمر التعزيز أثناء سنوات الحرب (1975-1991)، عندما أدارت المرأة الصحراوية معظم المخيمات "، في حين كان الرجال يقاتلون في الجبهة.
هذا إلى جانب دروس التربية والقراءة والكتابة والمهنية أنتجت تقدما كبيرا في دور المرأة في المجتمع الصحراوي.
عودة أعداد كبيرة من الرجال الصحراويين منذ وقف إطلاق النار في عام 1991 قد أبطأت هذا التطور وفقا لبعض المراقبين، ولكن لا تزال النساء تشغل غالبية إدارة المخيمات, واتحاد المرأة الصحراوية في UNMS تنشط جدا في تعزيز دورها.
تم تعزيز دور المرأة في المخيمات بتحميلها المسؤولية الرئيسية للمخيمات والبيروقراطية الحكومية خلال سنوات الحرب، كما التحق تقريبا كل السكان الذكور في جيش البوليساريو.

## السياسة
في انتخابات عام 2012 للحصول على مقاعد في المجلس الوطني الصحراوي، كانت 35٪ من أعضاء البرلمان من النساء. في الانتخابات التشريعية في 2008 اكتسبت النساء 34.61٪ من المقاعد، ويرجع الفضل في ذلك جزئيا إلى نظام المحاصصة.

## وصلات خارجية
- Some 120 Saharawi women benefit from an 'online' training project sponsored by the University of Valencia, University of Valencia.
- Belloso, María López and Irantzu Mendia Azkue. Local Human Development in contexts of permanent crisis: Women’s experiences in the Western Sahara, HEGOA Institute of Development and International Cooperation Studies (Bilbao), University of the Basque Country.